# Liocranidae
Los liocránidos (Liocranidae) son una familia de arañas araneomorfas que anteriormente se clasificaba dentro de Clubionidae por su gran similitud. Sin embargo los liocránidos se diferencia por tener varias espinas ventrales sobre la tibia y el metatarso de las patas I y II. En Europa podemos encontrar representantes de cinco géneros: Agroeca, Agraecina, Scotina, Liocranum y Phrurolithus.

## Subfamilias y géneros
Joel Hallan presenta en Biology Catalog la siguiente clasificaciónː
- Cybaeodinae

- Cybaeodes Simon, 1878 (Mediterráneo)
- Donuea Strand, 1932 (Madagascar)
- Hesperocranum Ubick & Platnick, 1991 (Estados Unidos)
- Heterochemmis F. O. P-Cambridge, 1900 (México)
- Itatsina Kishida, 1930 (China, Korea, Japón)
- Jacaena Thorell, 1897 (Myanmar, Tailandia)
- Laudetia Gertsch, 1941 (Dominica)

- Liocraninae Simon, 1897

- Apostenus Westring, 1851 (África, Europa, Nortemérica)
- Argistes Simon, 1897 (Namibia, Sri Lanka)
- Coryssiphus Simon, 1903 (Sudáfrica)
- Liocranoeca Wunderlich, 1999 (Estados Unidos, Canadá, Europa, Rusia)
- Liocranum L. Koch, 1866 (Cuba, Europa, Georgia, Mediterráneo, Nueva Guinea)
- Liparochrysis Simon, 1909 (Australia)
- Mesiotelus Simon, 1897 (Mediterráneo, Asia Central, África)
- Mesobria Simon, 1897 (Sant Vicente y Grenadinas)
- Montebello Hogg, 1914 (Australia)
- Neoanagraphis Gertsch & Mulaik, 1936 (USA, México)
- Paratus Simon, 1898 (Sri Lanka)
- Plynnon Deeleman-Reinhold, 2001 (Borneo, Sumatra)
- Rhaeboctesis Simon, 1897 (África)
- Scotina Menge, 1873 (Europa, Argelia, Rusia, Malta)
- Sesieutes Simon, 1897 (sur de Asia)
- Sphingius Thorell, 1890 (sur Asia)
- Sudharmia Deeleman-Reinhold, 2001 (Sumatra)
- Teutamus Thorell, 1890 (sur de Asia)

- incertae sedis

- Agraecina Simon, 1932 (Mediterrano occidental, Rumania, Canarias)
- Agroeca Westring, 1861 (Círculo Ártico)
- Andromma Simon, 1893 (África)
- Brachyanillus Simon, 1913 (España, Argelia)